# Guerra de Titanes (2019)
Guerra de Titanes 2019 fue la vigésima tercera edición de Guerra de Titanes, un evento de lucha libre profesional producido por Lucha Libre AAA Worldwide. Tuvo lugar el 14 de diciembre de 2019 desde el Domo Madero en Ciudad Madero, Tamaulipas. Fue el último evento de AAA celebrado antes del inicio de la pandemia COVID-19, que comenzó a mediados de marzo de 2020.
El evento marcó el debut de Rush "El Toro Blanco".

## Resultados
- Aramís, Dinastía y Octagoncito derrotaron a Arez, La Parkita Negra y Mini Psycho Clown.
  - Dinastía cubrió a Negra después de un «Standing Moonsault».
- Mascarita Dorada, Mr. Iguana y Niño Hamburguesa derrotaron a Demus, Látigo y Villano III Jr.
  - Dorada cubrió a Demus después de un «Roll-Up».
- El Nuevo Poder del Norte (Carta Brava Jr. Mocho Cota Jr. & Tito Santana) derrotaron a Faby Apache, Octagón Jr. & Taya Valkyrie y Abismo Negro Jr., Ayako Hamada & Keyra.
  - Cota cubrió a Apache después de un «Spanish Fly».
- Los Mercenarios (Taurus & El Texano Jr.), Chessman y Killer Kross derrotaron a Murder Clown, Pagano, Puma King y Willie Mack en un Tables, Ladders & Chairs Match.
  - Kross cubrió a Mack después de un «Saito Suplex» tras revertir un «Stunner».
  - Durante la lucha, Rey Escorpión estuvo presente en la mesa de comentaristas.
  - Después de la lucha, los rudos continuaron atacando mutuamente a Pagano, pero Sin Cara hace su debut salvado a Pagano.
  - Originalmente, Brian Cage estaba programado para esta lucha, pero fue reemplazado por Mack debido a que no se presentó.
- Lucha Brothers (Fénix & Pentagón Jr.) derrotaron a Australian Suicide & Rey Horus y Los Jinetes del Aire (El Hijo del Vikingo & Myzteziz Jr.) y retuvieron el Campeonato Mundial en Parejas de AAA.
  - Pentagón cubrió a Vikingo después de un «Fear Factor».
  - Después de la lucha, Argenis, Killer Kross y Konnan atacan a los Lucha Brothers, pero Vampiro hizo su salve.
  - Originalmente, Angélico haría equipo con Suicide, pero fue reemplazado por Horus debido a que no se presentó.
- Big Mami (con Niño Hamburguesa & Octagoncito) derrotó a Lady Maravilla (con Keyra & Villano III Jr.) en un Cabellera contra Cabellera.
  - Mami cubrió a Maravilla después de un «Splash».
  - Como resultado, Maravilla perdió su cabellera.
  - Durante la lucha, Hamburguesa y Octagoncito interfirieron a favor de Mami, mientras que Keyra y Villano interfirieron a favor de Maravilla.
  - Después de la lucha, Los Estríperes (Big Ovett, Chico Che & Mike) y todo el roster de AAA celebraron con Mami.
  - Maravilla apostó su cabellera en lugar de su máscara.
- Blue Demon Jr., Rey Escorpión y Rush "El Toro Blanco" derrotaron a Drago, Psycho Clown y Rey Wagner.
  - Rush cubrió a Clown después de un «Powerbomb» desde la tercera cuerda sobre una mesa.
  - Durante la lucha, Los Ingobernables (Killer Kross & L.A. Park) interfirieron a favor de Rush.
  - Después de la lucha, los heels salieron a celebrar.
  - Originalmente, La Bestia del Ring estaba programado para esta lucha, pero fue reemplazado por Escorpión debido a que no se presentó.